# Crossomys moncktoni
Crossomys moncktoni (Thomas, 1907) è l'unica specie del genere Crossomys (Thomas, 1907), diffusa in Nuova Guinea.

## Etimologia
L'epiteto generico deriva dalla combinazione della parola greca κροσσός-, frangia e dal suffisso -mys riferito alle forme simili ai topi. Il termine specifico invece è dedicato a Charles Arthur Monckton, il quale catturò l'olotipo il 12 ottobre 1906 presso Serigina, sul fiume Brown, in Papua Nuova Guinea.

## Descrizione

### Dimensioni
Roditore di grandi dimensioni, con lunghezza del corpo tra 175 e 200 mm, la lunghezza della coda tra 212 e 260 mm, la lunghezza del piede tra 44 e 53 mm, la lunghezza delle orecchie tra 1 e 4,5 mm e un peso fino a 165 g.

### Caratteristiche craniche e dentarie
Il cranio presenta un rostro corto e sottile e una grande e ampia scatola cranica, il palato è breve e fortemente arcuato, le bolle timpaniche sono notevolmente ridotte. Sono presenti due piccoli molari su ogni semi-arcata, ognuno con una caratteristica disposizione delle cuspidi a bacino.
Sono caratterizzati dalla seguente formula dentaria:

### Aspetto
La pelliccia è lunga e lucida. Il colore del dorso è grigio cosparso di peli giallo-olivastri lungo la schiena, mentre le parti ventrali sono bianco-argentate, la linea di demarcazione lungo i fianchi è ben definita. Il muso è largo, ricoperto di lunghe vibrisse ispessite e presenta il labbro superiore fortemente rigonfio. Le orecchie sono vestigiali, lunghe soltanto qualche millimetro. Le zampe posteriori hanno cinque dita e sono palmate, mentre quelle anteriori sono piccole, il polso è sottile ed hanno quattro dita. Gli artigli sono piccoli, delicati e fortemente ricurvi. Sono presenti dei cuscinetti plantari larghi e lisci. La coda è più lunga della testa e del corpo, è uniformemente grigia ed ha due frange di lunghi peli bianchi sulla superficie inferiore che si congiungono dopo circa 5 cm dalla base. Il cariotipo è 2n=48 FN=60.

## Biologia

### Comportamento
È una specie fortemente adattata alla vita acquatica ed è attiva probabilmente tutto il giorno. Scava tane lungo le sponde dei corsi d'acqua.

### Alimentazione
È stata osservata nutrirsi di girini e uova di rana.

### Riproduzione
Le femmine partoriscono un solo piccolo per volta.

## Distribuzione e habitat
Questa specie è diffusa nella cordigliera centrale della Nuova Guinea.
Vive lungo i corsi d'acqua montani vicino ai bordi delle foreste tra i 1.200 e 3.500 metri di altitudine.

## Conservazione
La IUCN Red List, considerato che la specie è relativamente diffusa e comune più di quanto originariamente pensato, classifica C.moncktoni come specie a rischio minimo (Least Concern).